# Pfarrkirche Waldburg (Oberösterreich)

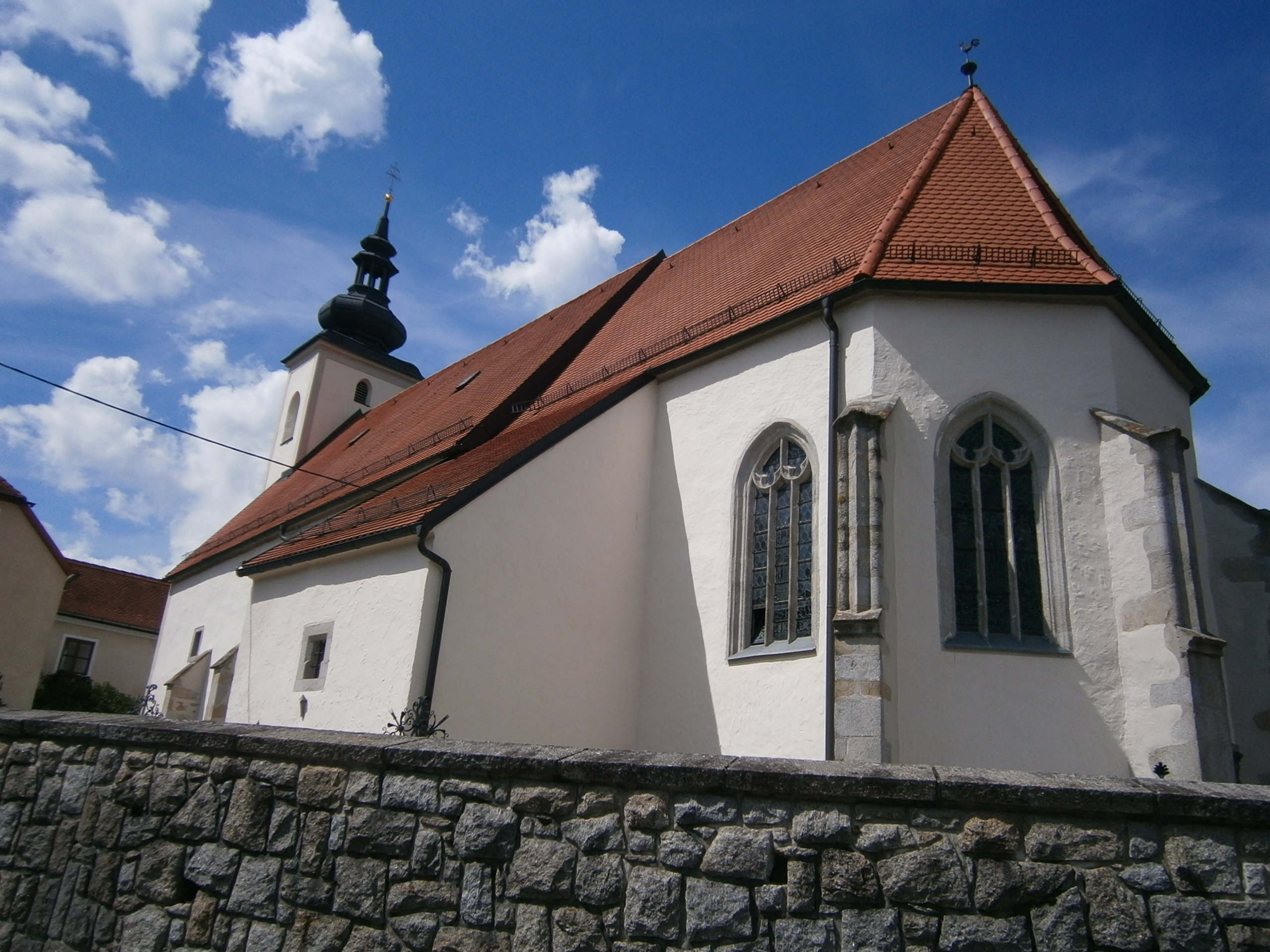
Pfarrkirche Waldburg

Die römisch-katholische Pfarrkirche Waldburg steht in der Gemeinde Waldburg im Bezirk Freistadt in Oberösterreich. Die der hl. Maria Magdalena geweihte Pfarrkirche gehört zum Dekanat Freistadt in der Diözese Linz. Die Kirche steht unter Denkmalschutz und ist wegen ihrer drei spätgotischen Flügelaltäre bekannt.

## Lage
Die Umgebung von Freistadt zeichnet sich durch ein Dreieck qualitätsvoller spätgotischer Flügelaltäre ab. Zwölf Kilometer südlich von Freistadt befindet sich der berühmte Kefermarkter Flügelaltar, sechs Kilometer nordöstlich ist das alte Kirchlein St. Michael ob Rauchenödt mit seinem Flügelaltar zu finden, und sechs Kilometer westlich von Freistadt befindet sich die Kirche zu Waldburg. Ein kleiner Flügelaltar befindet sich außerdem in der Taufkapelle der Stadtpfarrkirche Freistadt.

## Geschichte
Ursprünglich gehörte die Pfarre Waldburg zum Dekanat Naarn im Machlande und Mitte des 15. Jahrhunderts zum Dekanat Gallneukirchen, seit 1476 ist sie Teil des Dekanats Freistadt.
Die Pfarrkirche Waldburg wurde Anfang des 13. Jahrhunderts erbaut und 1220 erstmals urkundlich erwähnt. Die Nord- und Südwände des Langhauses dürften noch vom romanischen Bau stammen. Nach 1370 wurde das Langhaus gewölbt. Während der Hussitenkriege und der böhmischen Grenzkriege im 15. Jahrhundert dürfte die Kirche stark gelitten haben, sodass sie nach 1500 umgebaut wurde.

## Architektur
Die Kirche ist eine einschiffige, vierjochige Kirche mit zweijochigem Chor. Der spätgotische Bau hat ein Netzrippengewölbe und einen Turm an der Westseite.
Bemerkenswert ist vor allem der Altarraum des Kirchengebäudes. Die Proportionen sind ausgeglichen, das Relief des schönen zweijochigen Netzrippengewölbes mit Dreiachtelschluss breitet sich plastisch über den Raum. Vergleichbare qualitätsvolle Chöre aus jener Epoche sind in Windhaag bei Freistadt, Arbing und Mönchdorf zu finden. Die Baudetails verweisen auf die Bauhütte in Freistadt, als deren Begründer Meister Mathes Klayndl anzusehen ist.

## Ausstattung

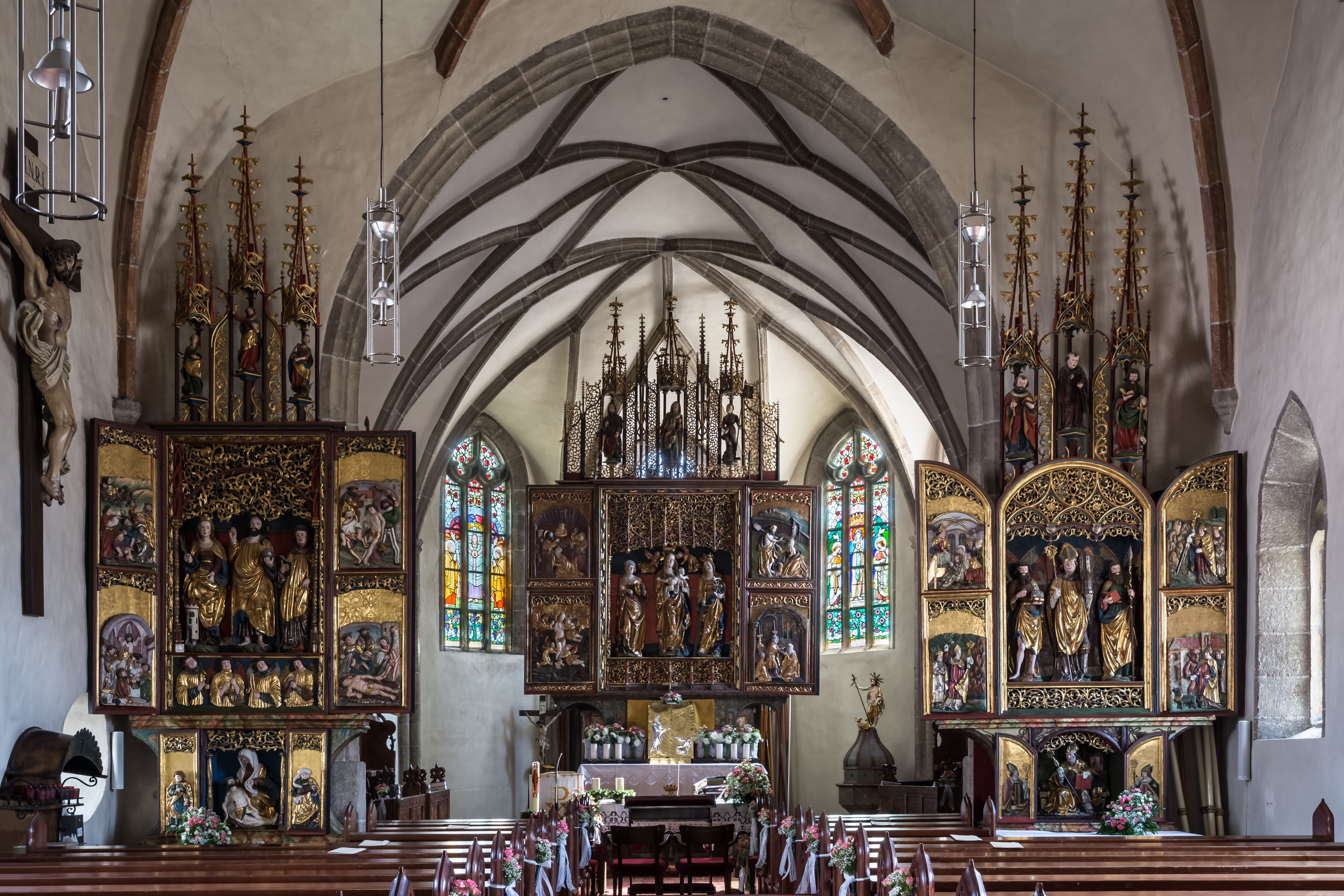
Die drei Flügelaltäre

Im Inneren der Kirche befinden sich drei bemerkenswerte spätgotische Flügelaltäre aus den Jahren 1517–1523 aus der Werkstatt Lienhard Krapfenbachers im Stil der Donauschule. Die Arbeiten sind künstlerisch wertvoll, da sie ein schönes Beispiel besten Volkstums sind. Das bemerkenswerte Chorgestühl stammt aus dem Jahr 1522. An der Nordwand des Chores steht eine lebensgroße Statue des heiligen Florian von Lorch, die 1709 in Freistadt um 39 Gulden gekauft wurde. An der Südseite steht die Status des heiligen Leonhard von Limoges, die 1756 erworben worden sein soll.

### Flügelaltäre
Der Hochaltar zeigt den gleichen Aufbau aller erhaltenen Flügelaltäre aus dem Mühlviertel: Auf einer Predella mit einer plastischen Mittelgruppe steht der große Schrein mit den Flügeln und dem Gesprenge. Die ehemalige Mittelgruppe mit einer Schutzmantelmadonna und die beiden Predellenflügel des Hochaltars sind jedoch verschollen. An deren Stelle wurde 1877 ein neugotischer Tabernakel eingebaut. Im Schrein stehen die drei weiblichen Heiligen Maria mit dem Kind, die Kirchenpatronin Maria Magdalena und Katharina von Alexandrien, die Patronin der Stadt und des Dekanats Freistadt. Der Hochaltar ist zweifach datiert, denn am unteren Rahmen des Bildes der Kreuzigung auf der Rückseite des rechten Flügels als auch am unteren Rahmen des gemalten Engels mit Rute, Rohr und Schwamm befindet sich jeweils die Jahreszahl 1517. Auf der Rückseite der Predella wurden von Pilgern Schriftzeichen eingeritzt, die mit 1520 und 1524 beginnen und über die Jahre 1552, 1563, 1573 bis zum Jahr 1631 reichen. Die Vexierinschrift in gotischen Buchstaben am Gewandsaum der Gottesmutter gibt Hinweise auf den Namen des Künstlers, wurde bisher aber nicht eindeutig entschlüsselt.
Der rechte Seitenaltar ist dem heiligen Wolfgang von Regensburg geweiht und soll auf das Jahr 1520 datiert gewesen sein. Diese Jahreszahl ist am Altar aber nicht mehr auffindbar.
Der linke Seitenaltar ist dem heiligen Laurentius von Rom geweiht und lässt mit seinen Details wertvolle Rückschlüsse auf die im Mühlviertel tätige Werkstätte zu.